# Angiopteris pruinosa
Angiopteris pruinosa är en kärlväxtart som beskrevs av Kze. Angiopteris pruinosa ingår i släktet Angiopteris och familjen Marattiaceae. Inga underarter finns listade i Catalogue of Life.